# Vercourt
Vercourt är en kommun i departementet Somme i regionen Hauts-de-France i norra Frankrike. Kommunen ligger i kantonen Rue som tillhör arrondissementet Abbeville. År 2022 hade Vercourt 97 invånare.

## Befolkningsutveckling
Antalet invånare i kommunen Vercourt
| Referens: INSEE |